# Stampus

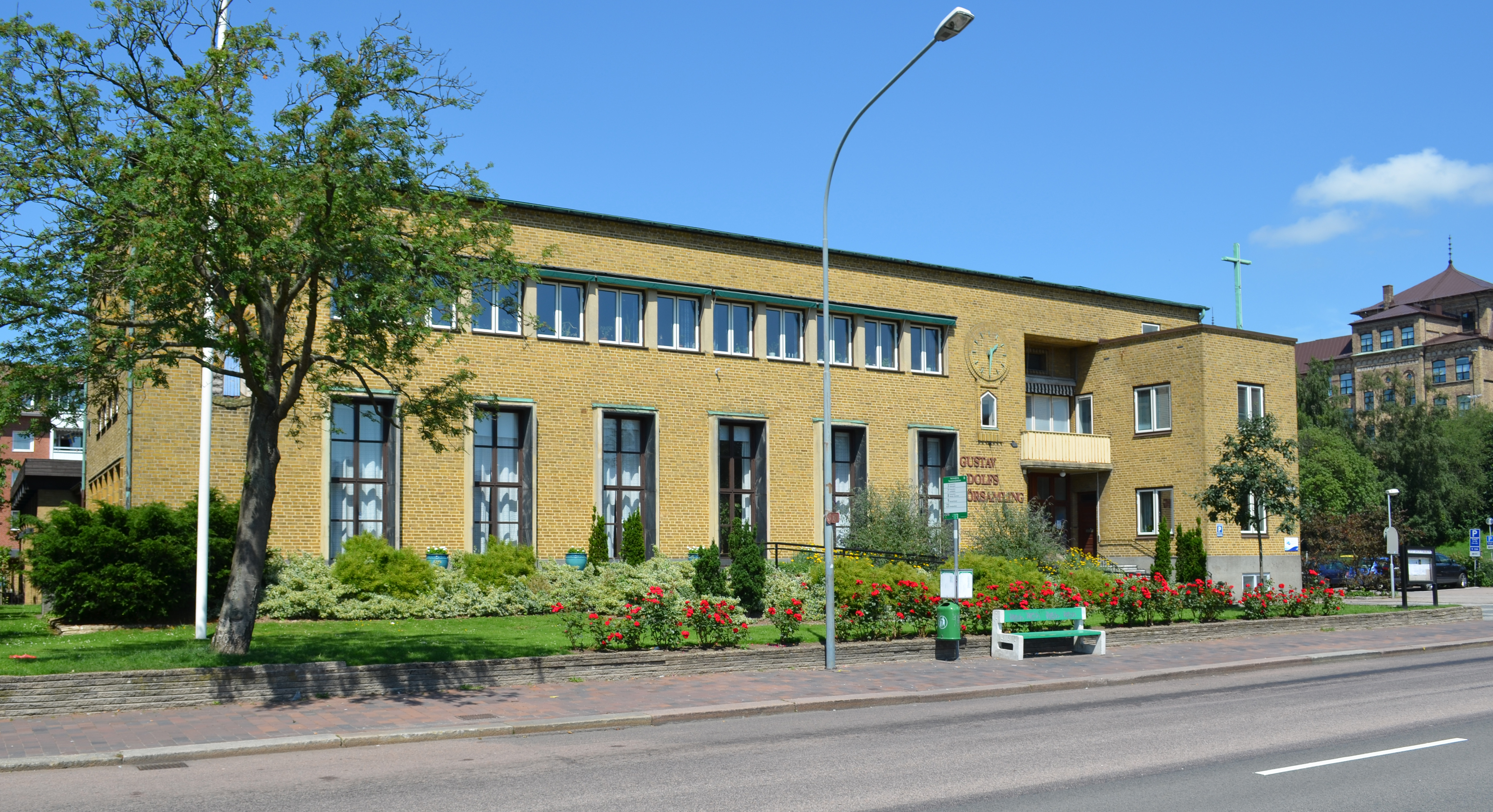
Helsingborgen.

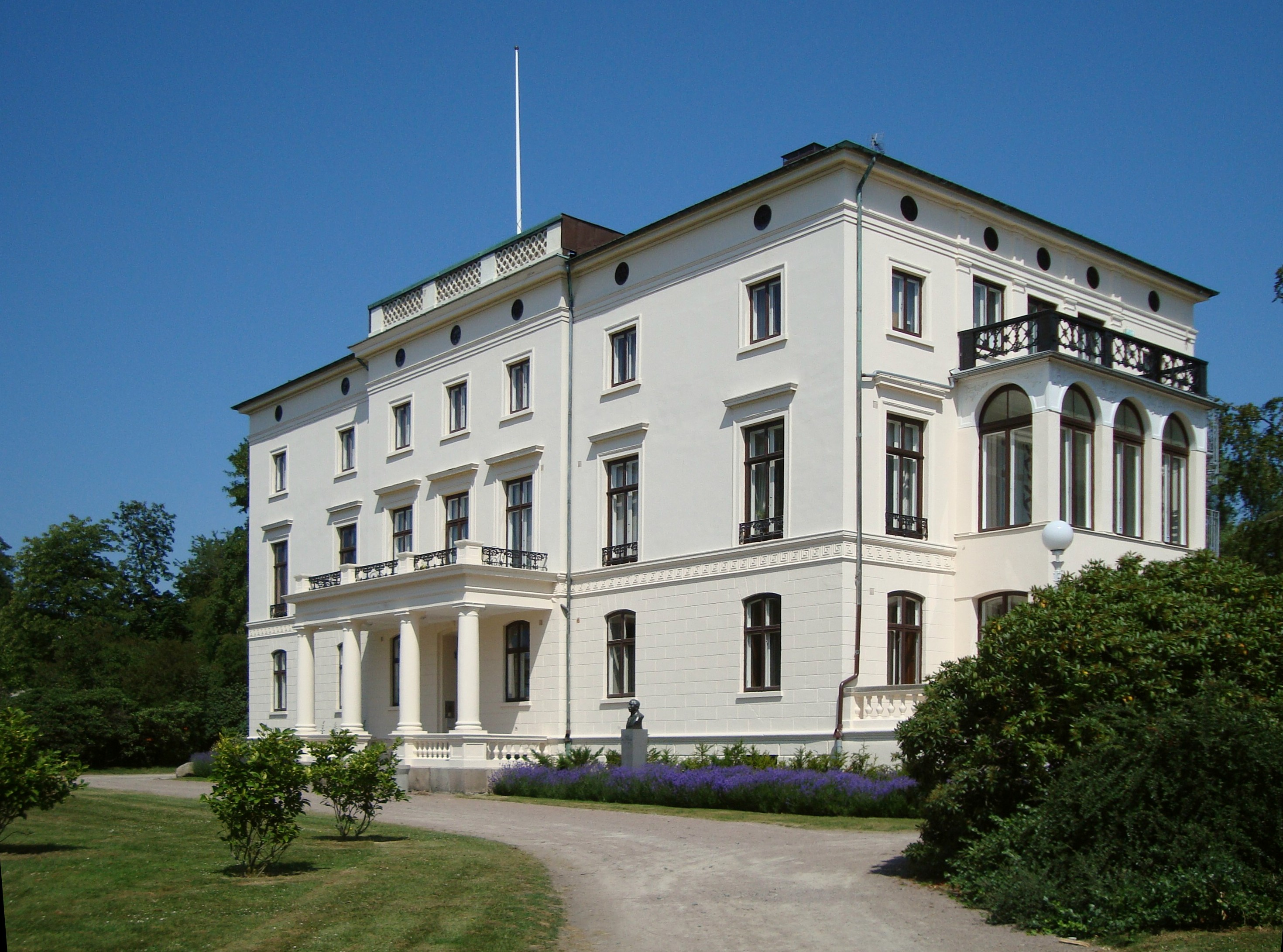
Konsul Perssons villa.

Stampus, är en studentförening i Helsingborg med anknytning till Lunds universitet Campus Helsingborg.

## Om föreningen
Föreningen har sin verksamhet på Helsingborgen vid Furutorpsparken i Helsingborg. Tidigare bedrevs verksamheten från Konsul Perssons villa (i vardagsspråk kallad bara Villan, eller Hvillan med studentikos stavning), strax öster om Stadsparken på Söder. Namnet Stampus är ett teleskopord av studentföreningen på campus. Som ett sammanträffande låg det förr en vattenmölla strax norr om den plats där Konsul Perssons villa nu står, som i folkmun kallades "Stampen". Medlemskap är frivilligt , men föreningen brukar ändå lyckas locka till sig 500-1000 studenter varje år. I medlemskapet ingår tillgång till torsdagspuben på Helsingborgen, rabatter i många butiker i Helsingborg, och fritt medlemskap i Stampus IF och dess verksamhet.

### Historia
Föreningen grundades år 2000 av studenter huvudsakligen från de tekniska inriktningarna, men också studenter från Service Management-utbildningarna och Socionomprogrammet. Allt sedan starten har föreningen strävat efter att öka samvaron mellan de olika utbildningarna på Campus, genom att skapa verksamheter inom intresseområden som många studenter delar.

## Aktuella verksamheter
Stampus bedriver för närvarande flera verksamheter. Bland annat matservering, nattklubb och Stampus FM, Campus Helsingborgs studentradio, vilka äger rum på Helsingborgen. Föreningen deltar i Tandemstafetten och har också Stampus IF, som anordnar innebandy, fotboll, basket, löpning och volleyboll. Varje år anordnas även en skidresa respektive surfresa till olika destinationer, och i slutet av augusti infaller "Avstampet" där gamla och nya medlemmar välkomnas med ett stort musikevent.[källa behövs]

## Tidigare verksamheter
Under organisationens relativt korta liv har flera olika verksamheter funnits som inte existerar längre: Onsdagspuben, som drevs när föreningen fortfarande huserade på Kaliforniagatan 4, Kafferian, som sedan blev FIKus, som bedrevs på dagtid och eftermiddagar under 2004-2006, Salsa, som ingick i Stampus IF under 2006-2007 och Studentkören Stämpus.

## Tidigare ordförande
- 2000–2001 Mattias Stattin
- 2001–2002
- 2002–2003 Anna Randow
- 2003–2004 Markus Lentinen
- 2004–2005 Andreas Meimermondt
- 2005–2006 Hampus Waldermarsson
- 2006–2007 Caroline Seppälä
- 2007–2008 Margareta Grahn
- 2008–2009 Philip Engström
- 2009–2010 Kristoffer Helgesson
- 2010–2011 Tina Petersson (ersattes under mandatperioden av Caroline Brantzén)
- 2011–2012 Oliver Bermhagen
- 2012–2013 Oskar Junzell
- 2013–2014 Hampus Fernström
- 2014–2015 Cicilia Carlsson
- 2015–2016 Andreas Christensson
- 2016-2017  Martin P. Grandelius
- 2017–2018 Bella Venegas Montero
- 2018–2019 Anton Mathisson
- 2019–2020 Pavel Drozdov
- 2020-2021 My Johansson
- 2021-2022 Emma Kallas (ersattes under mandatperioden av Emma Derwinger)
- 2022-2023 Emelie Östbring
- 2023-2024 Josefine Lundmark Fahtz (ersattes under mandatperioden av Ivan Bogosavljevic)
- 2024-2025 Tasneem Abdalhak (ersattes under mandatperioden av Måns Alklint)
- 2025-2026 Max Lindén